# 同数節
同数節（どうすうせつ、Isocolon イソコーロン）とは、パラレリズムが同じ長さの節によって強められた修辞技法のこと。
- Veni, vidi, vici（来た、見た、勝った） - ガイウス・ユリウス・カエサル。同数節の最も有名な例。

同数節の一般的な形は、3つの同じ長さの語を並べたトリコーロンである。

## 語源
ギリシャ語のiso（同じ）+kolon（節、句）。

## 例
- They have suffered severely, but they have fought well.（彼らはひどい損害を被った、しかし彼らはよく戦った） - ウィンストン・チャーチル、1940年6月18日の庶民院演説（フランスのナチスに対する敗北について）
- No ifs, ands, or buts.（ifだのandだのbutだの言うな=言い訳するな） - ことわざ